# Javier Barros Sierra
Javier Barros Sierra (* 25. Februar 1915 in Mexiko-Stadt; † 15. August 1971 ebenda) war ein mexikanischer Ingenieur und Politiker.

## Biografie
Barros studierte Architektur an der Fakultät für Ingenieurwesen der Universidad Nacional Autónoma de México (UNAM) und später Mathematik. Er lehrte 20 Jahre lang an der Escuela Nacional Preparatoria und der Fakultät für Ingenieurwesen, war unter anderem von 1954 bis zum 30. November 1964 der erste mexikanische Secretario de Obras Publicas (Sozialminister), danach der erste Direktor des Instituto Mexicano del Petróleo (IMP), Direktor der Fakultät für Ingenieurwesen sowie Rektor der UNAM vom 5. Mai 1966 bis zum 20. April 1970. In diesen Zeitraum fielen die dortigen Studentenaufstände von 1968. Neun Tage vor dem Massaker von Tlatelolco legte er sein Amt nieder und führte den Dienst als Universitätsrektor erst nach der Befreiung der UNAM fort.